# Michael Ruppert
Michael C. Ruppert, né le 3 février 1951 à Washington et mort le 13 avril 2014, était un journaliste d'investigation américain.

## Biographie
Michael C. Ruppert est un ancien policier de la brigade des stupéfiants de la police de Los Angeles.
De 1998 à 2006, il publie la lettre d'information From The Wilderness (et écrit sur le site du même nom) qui traite des sujets tels que la CIA, le pic pétrolier, les libertés publiques, les drogues, la corruption, des allégations d'implication de la CIA dans le trafic de drogue, des Théories du complot à propos des attentats du 11 septembre 2001. Il est l'auteur de trois livres Crossing the Rubicon: The Decline of the American Empire at the End of the Age of Oil, A Presidential Energy Policy et Confronting Collapse: The Crisis of Energy and Money in a Post Peak Oil World. Seul le premier a été traduit en français. Il est édité en deux tomes sous le titre Franchir le Rubicon. Le déclin de l'Empire américain à la fin de l'âge du pétrole. Il s'exprime aussi au cours de nombreuses émissions de radio.
Le 13 avril 2014, il est retrouvé mort sur la propriété rurale d'un ami à Calistoga (Californie). Son associé, Wesley T. Miller, annonce qu'il s'est suicidé avec une arme à feu.

### en anglais
- Crossing the Rubicon: The Decline of the American Empire at the End of the Age of Oil, New Society Publishers, 2004.  (ISBN 0-86571-540-8)
- A Presidential Energy Policy, New World Digital Publishing, 2009.  (ISBN 978-1-61539-257-5)
- Confronting Collapse: The Crisis of Energy and Money in a Post Peak Oil World, Chelsea Green Publishing, 2009.  (ISBN 978-1-60358-264-3)

### en français
- Franchir le Rubicon : Le déclin de l'Empire américain à la fin de l'âge du pétrole [« Crossing the Rubicon: The Decline of the American Empire at the End of the Age of Oil »], t. 1, Nouvelle Terre, 2006, 492 p. (ISBN 978-2951834538)
- Franchir le Rubicon : Le déclin de l'Empire américain à la fin de l'âge du pétrole [« Crossing the Rubicon: The Decline of the American Empire at the End of the Age of Oil »], t. 2, Nouvelle Terre, 2007 (ISBN 978-2951834552)